# Ewa Gawin
Ewa Aleksandra Gawin (ur. 1959) – polska pielęgniarka i świecka misjonarka działająca w Kamerunie.

## Życiorys
Ewa Gawin pochodzi z Woli Rzędzińskiej. Przez krótki czas pracowała w Polskiej Misji Katolickiej we Francji.
W styczniu 1990 rozpoczęła pracę w Bertoua we wschodnim Kamerunie jako pielęgniarka i kierowniczka misyjnego tamtejszego ośrodka zdrowia. W latach 1994–1997 była diecezjalną koordynatorką służby zdrowia archidiecezji Bertoua. Przez następny rok odpowiadała za służbę zdrowia w trzech diecezjach. Od 2000 reprezentowała całą metropolię w Komisji Episkopatu ds. zdrowia. Odpowiadała za zaopatrywanie w środki medyczne diecezjalne przychodnie i szpitale, nadzorowała budowy ośrodków zdrowia i izb porodowych, koordynowała budowę technikum w Garoua Boulaï. Była p.o. dyrektorki szkoły dla głuchoniemych dzieci w Bertoua latach 2007–2011, a od 2011 dyrektorką. W 2011 przy pomocy diecezji tarnowskiej rozpoczęła budowę nowego budynku szkoły. Działa także na rzecz rodzin ubogich i więźniów.

## Wyróżnienia
- 2015 – złoty medal diecezji tarnowskiej Dei Regno Servire[8]
- 2015 – medal Lumen Mundi metropolity lubelskiego[5]
- 2015 – Benemerenti[8]
- 2016 – Krzyż Kawalerski Orderu Odrodzenia Polski „za wybitne zasługi w działalności na rzecz osób potrzebujących pomocy”[6][1]
- 2021 – Benemerenti in Opere Evangelizationis[5]
- 2022 – honorowa obywatelka gminy Tarnów[3]